# Vehbi Dibra
Vehbi Dibra (rođen kao Vehbi Agolli; 12. ožujka 1867. – 24. ožujka 1937.), albanski teolog i političar, prvi po redu veliki muftija Muslimanske zajednice Albanije. Bio je jedan od delegata Albanske deklaracije o neovisnosti, predsjedavajući Skupštine starijih osoba, preteče današnjeg Parlamenta Albanije, te jedan od organizatora Kongresa Debra.

## Životopis
Vehbi Agolli je rođen u Debru 12. ožujka 1867. godine od oca Ahmeda ef. Agollija, muftije Gornjeg Debra. Studirao je islamsku teologiju, pravo i filozofiju, a nakon toga je postavljen za debarskog muftiju. Godine 1909. izabran je za predsjedavajućeg Kongresa u Debru, skupštini koja je prethodila Albanskoj pobuni 1910. godine. U studenom 1912. bio je delegat Debra u Skupštini Vlorë, u kojoj je proglašena neovisnost Albanije, te osnovan Nacionalni kongres. Zastupnici Nacionalnog kongresa izabrali su i osamnaest delegata skupštine za osnivanje albanskog Senata, od kojih je Vehbi Dibra bio prvi predsjedavajući.
Kako bi povoljno utjecao na dio muslimanske zajednice koja je svoj stav temeljila na mišljenju uleme o proglašenju neovisnosti Albanije, donio je fetvu, u kojoj je Deklaraciju o neovisnosti predstavio Božjim darom. Godine 1920. godine izabran je za glavnog muftiju, a 1923. i za velikog muftiju Muslimanske zajednice Albanije. Za vrijeme njegovog mandata, vakufska imanja su dokumentirana i registrirana, uprava je centralizirana i vjerske službe su se normalizirale. Dibra je također započeo objavljivanje tjednog časopisa Zani i Naltë i uveo uporabu albanskog jezika u vjerskim obredima.